# Matthew Fox (präst)
Matthew Fox, ursprungligen Timothy James Fox, född 21 december 1940, är en amerikansk präst och teolog. Han är en tidigare medlem av Dominikanerorden inom den Romersk-katolska kyrkan men lämnade den och blev medlem av den Episkopala kyrkan då han uteslöts 1993. Fox var en tidig och inflytelserik företrädare för en rörelse som kom att bli känd som Creation Spirituality. Rörelsen hämtar inspiration från de mystiska filosofierna hos sådana medeltida katolska visionärer som Hildegard av Bingen, Thomas av Aquino, Franciskus av Assisi, Julian av Norwich, Dante Alighieri, Mäster Eckhart och Nicolaus Cusanus, såväl som från den judiska traditionens visdom och profetiska traditioner. Creation Spirituality är också starkt i linje med det sena 1900-talets ekologiska rörelser, och omfattar talrika andliga traditioner runt omkring i världen, inkluderande buddhismen, judendomen, sufismen och Amerikas urfolks andlighet med fokus på "deep ecumenism" (djup ekumenik) och religionsdialog. Fox har skrivit 35 böcker som har blivit översatta till 68 språk och har sålt miljoner exemplar.
Fox bok Original blessing. A primer in creation spirituality är hans kanske mest betydande verk, och lägger fundamentet för hela hans ekologiska andlighet, hans ekoteologi. Detta fundament är att skapelsen är något gott, människan är skapad god och arvsynden existerar inte utan är en fallen kyrkas försök att smutskasta Guds skapelse. Istället för arvsynd bör man enligt Fox tala om "arvvälsignelsen".